# نموذج التصميم المجمع

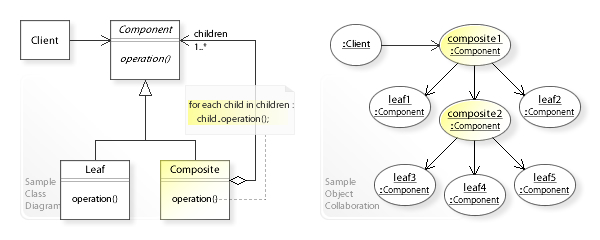
نموذج التصميم المجمع

هذا النموذج بالرغم من تعقيد اسمه الا انه نموذج بسيط جدا. يستخدم هذا النموذج لاجراء عملية ما على مجموعة كبيرة من العناصر بدون معرفة عددها فمهما كان العدد سيستمر النموذج في تنفيذ العملية إلى انتهاء العدد. وتتكون تلك العناصر من صنفين الأول يكون حاوية ويحتوي على عناصر اما من نفس نوعه أو من نوع قابل للتشغيل.
نموذج المجمع composite يتكون من عنصرين هما الـ Composites و الـ Component وكلاهما يكون مشتق من نفس الواجهة وفي معظم الأوقات التعامل مع الـ Composites يكون غرضه هو كيفية الوصول للـ Component.
مثال بسيط: المقلب القديم الذي تحضر فيه هدية لاحد الأشخاص عبارة عن صندوق وبداخله صندوقين اخرين وكل صندوق من الصناديق داخلها صندوقين اخرين وهكذا إلى ان تصل إلى اخر الصناديق ويكون بها شئ تستطيع ان تستخدمه استخدام اخر بخلاف ان تقوم بفتحه لتبحث فيه.
هذا بالضبط مفهوم نموذج المجمع composite pattern. مثال عملي:
قمنا اولا بعمل الواجهة واسميناها component وهذا الواجهة سنشتق منه صفين نعمل عليهما اولهما هو Leaf وهو العنصر الأصغر الذي يتكون منه العنصر الثاني وهو Composite. كما نرى الصف leaf به عدة دوال لا تعمل وهي خاصة بالصف composite فلن تستطيع في دالة الـ Addchiled ان تضيف الا إذا كنت في صف الـ composite. اما عن دالة Traverse فهي تقوم بعرض القيمة إذا كنت تعرض صف leaf وتقوم باعادة استدعاء نفسها recursive.
```
using
 
System
;

using
 
System
.
Collections
;

//the single interface for primitives & composite types.|

interface
 
Component

{

      
void
 
AddChild
(
Component
 
c
);

      
void
 
Traverse
();

}

//A primitive type.

 
class
 
Leaf
 
:
 
Component

{

    
private
 
int
 
value
 
=
 
0
;

    
public
 
Leaf
(
int
 
val
)

    
{

        
value
 
=
 
val
;

    
}

    
public
 
void
 
AddChild
(
Component
 
c
)

    
{

        
//no action; This method is not necessary for Leaf

    
}

    
public
 
void
 
Traverse
()

    
{

        
Console
.
WriteLine
(
"Leaf:"
 
+
 
value
);

    
}

}

//A composite type.

class
 
Composite
 
:
 
Component

{

    
private
 
int
 
value
 
=
 
0
;

    
private
 
ArrayList
 
ComponentList
 
=
 
new
 
ArrayList
();

    
public
 
Composite
(
int
 
val
)

    
{

        
value
 
=
 
val
;

    
}

    
public
 
void
 
AddChild
(
Component
 
c
)

    
{

        
ComponentList
.
Add
(
c
);

    
}

    
public
 
void
 
Traverse
()

    
{

        
Console
.
WriteLine
(
"Composite:"
 
+
 
value
);

        
foreach
 
(
Component
 
c
 
in
 
ComponentList
)

        
{

            
c
.
Traverse
();

        
}

    
}

}

class
 
MyMain

{

    
public
 
static
 
void
 
Main
()

    
{

        
//creating a TREE structure.

        
Composite
 
root
 
=
 
new
 
Composite
(
100
);
     
// Root

        
Composite
 
com1
 
=
 
new
 
Composite
(
200
);
   
//Composite 1

        
Leaf
 
l1
 
=
 
new
 
Leaf
(
10
);
//Leaf1

        
Leaf
 
l2
 
=
 
new
 
Leaf
(
20
);
//Leaf2

        
//Add two leafs to composite1

        
com1
.
AddChild
(
l1
);

        
com1
.
AddChild
(
l2
);

        
Leaf
 
l3
 
=
 
new
 
Leaf
(
30
);
//Leaf3

        
root
.
AddChild
(
com1
);
//Add composite1 to root

        
root
.
AddChild
(
l3
);
//Add Leaf3 directly to root

        
root
.
Traverse
();
//Single method for both types.

    
}

}

```